# H. R. 맥매스터

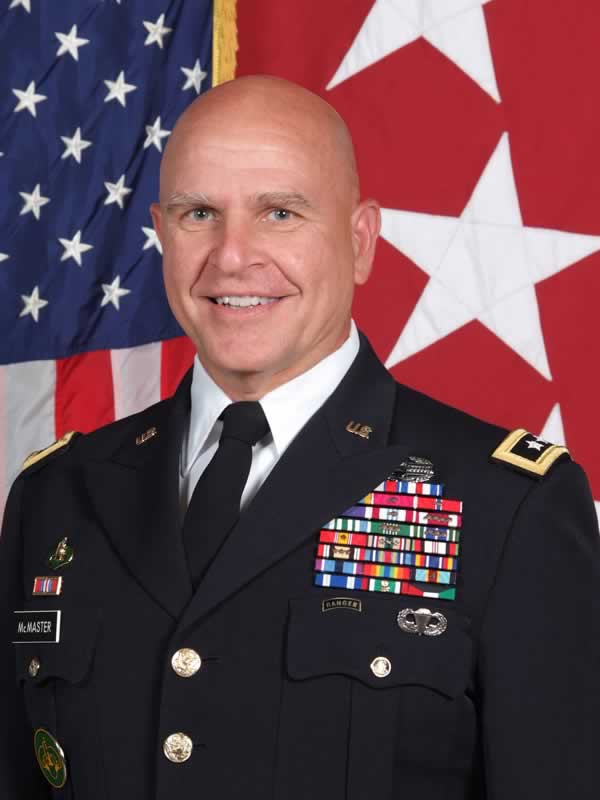
H. R. 맥매스터 중장

H. R. 맥매스터 (Herbert Raymond McMaster; 1962년 7월 24일~ )는 전역한 미국 육군 중장 (계급)으로 2017년에서 2018년사이에 미국 국가안보보좌관으로 일했다. 걸프 전쟁에 참전하였으며, 이라크 자유 작전에 참가하였다.  필라델피아에서 출생하였으며, 1984년에 미국 육군사관학교를 졸업하였다.  노스캐롤라이나 주립 대학교에서 미국 역사전공으로 박사학위를 받았으며 그의 저서인 《Dereliction of Duty》는 미국 군대에서 널리 읽혀지고 있다. 2020년에는 북한 비핵화 문제를 언급한 《Battlegrounds: The Fight to Defend the Free World》를 출간하여 북한에 대한 강한 제재만이 비핵화를 이루어 낼 수 있는 유일한 방법을 역설했으며, 책 내용 중에, 한글로 '적화 통일'이란 말을 사용함으로 북한이 한반도 전체를 공산화하려고 한다는 그의 생각을 피력하였다.

## 성장과 배경
맥매스터의 아버지는 한국전쟁에 참전한 전역군인이었으며, 기병대 중위였다.  그의 어머니는 학교 교사였다.

## 경력
맥매스터는 2017년 2월 20일에 도널드 트럼프 정부에서 국가 안보 보좌관으로 마이클 T. 플린의 사임에 이어 임명되었다.
2018년 3월 15일에 도널드 트럼프 대통령은 갑작스럽게 맥매스터를 전 유엔 대사였던 존 볼턴으로 교체하였다.
교체 이유는 맥매스터가 가진 이란, 러시아와 북한의 접근 방식이 트럼프 대통령과 달랐기 때문이다.

## 대북 정책에 대한 관점
맥매스터는 김대중 정부와 노무현 정부의 소위 햇볕정책과 버락 오바마 행정부의 전략적 인내가 실패하였음을 그의 저서에서 역설하였다.  또한 빅터 차의 '독재국가는 3대째 가서는 스스로 자멸한다'는 낙관론도 잘못되었다고 주장하였다. 그는 그 당시 청와대 대미 대사로 파견된 정의용과의 만남을 자세하게 묘사하면서, 정의용이 한미관계에 적합한 인물로 평가하였다.

## 저서
- Battlegrounds: The Fight to Defend the Free World ( 9.20.2020). → 한국어판 《배틀그라운드》(9791191278989, 교유서가, 1.27.2022)

## 같이 보기
- 정의용